# Championnats du monde d'haltérophilie 2011
Navigation
Édition précédente Édition suivante
Les championnats du monde d'haltérophilie 2011 ont lieu en France, à Disneyland Paris du 5 novembre 2011 au 13 novembre 2011.

## Programme
La compétition est prévue sur 9 jours, du samedi 5 au dimanche 13 novembre 2011 au Dôme du Disney Village à Disneyland Paris. C'est la première fois que le parc accueillit un championnat sportif majeur. La cérémonie d'ouverture a eu lieu le vendredi 4 novembre.

## Médaillés

### Hommes

#### - de 56 kg
|             | Or                | Or     | Argent             | Argent | Bronze                       | Bronze |
| Arraché     | Wu Jingbiao Chine | 133 kg | Zhao Chaojun Chine | 128 kg | Khalil El Maoui Tunisie      | 127 kg |
| Épaulé-Jeté | Wu Jingbiao Chine | 159 kg | Zhao Chaojun Chine | 156 kg | Valentin Hristov Azerbaïdjan | 154 kg |
| Total       | Wu Jingbiao Chine | 292 kg | Zhao Chaojun Chine | 284 kg | Valentin Hristov Azerbaïdjan | 276 kg |

#### - de 62 kg
|             | Or                       | Or     | Argent                    | Argent | Bronze                    | Bronze |
| Arraché     | Kim Un-guk Corée du Nord | 150 kg | Zhang Jie Chine           | 145 kg | Bunyamin Sezer Turquie    | 141 kg |
| Épaulé-Jeté | Zhang Jie Chine          | 176 kg | Eko Yuli Irawan Indonésie | 171 kg | Kim Un-guk Corée du Nord  | 170 kg |
| Total       | Zhang Jie Chine          | 321 kg | Kim Un-guk Corée du Nord  | 320 kg | Eko Yuli Irawan Indonésie | 310 kg |

#### - de 69 kg
|             | Or                 | Or     | Argent           | Argent | Bronze                     | Bronze |
| Arraché     | Mete Binay Turquie | 157 kg | Oleg Chen Russie | 156 kg | Tang Deshang Chine         | 155 kg |
| Épaulé-Jeté | Tang Deshang Chine | 186 kg | Wu Chao Chine    | 185 kg | Won Jeong-sik Corée du Sud | 182 kg |
| Total       | Tang Deshang Chine | 341 kg | Oleg Chen Russie | 336 kg | Wu Chao Chine              | 335 kg |

#### - de 77 kg
|             | Or               | Or     | Argent           | Argent | Bronze                            | Bronze |
| Arraché     | Lu Xiaojun Chine | 170 kg | Su Dajin Chine   | 166 kg | Tigran Gevorq Martirosyan Arménie | 166 kg |
| Épaulé-Jeté | Su Dajin Chine   | 206 kg | Lu Xiaojun Chine | 205 kg | Sa Jae-hyouk Corée du Sud         | 203 kg |
| Total       | Lu Xiaojun Chine | 375 kg | Su Dajin Chine   | 372 kg | Sa Jae-hyouk Corée du Sud         | 360 kg |

#### - de 85 kg
|             | Or                         | Or     | Argent                    | Argent | Bronze                         | Bronze |
| Arraché     | Andrei Rybakou Biélorussie | 178 kg | Adrian Zielinski Pologne  | 174 kg | Kianoush Rostami Iran          | 173 kg |
| Épaulé-Jeté | Kianoush Rostami Iran      | 209 kg | Benjamin Hennequin France | 208 kg | Yoelmis Hernandez Paumier Cuba | 205 kg |
| Total       | Kianoush Rostami Iran      | 382 kg | Benjamin Hennequin France | 378 kg | Adrian Zielinski Pologne       | 376 kg |

#### - de 94 kg
|             | Or                     | Or     | Argent                       | Argent | Bronze                           | Bronze |
| Arraché     | Alexandr Ivanov Russie | 186 kg | Artem Ivanov Ukraine         | 186 kg | Kim Min-jae Corée du Sud         | 182 kg |
| Épaulé-Jeté | Ilya Ilin Kazakhstan   | 226 kg | Ruslan Nurudinov Ouzbékistan | 221 kg | Saeid Mohammadpourkarkaragh Iran | 221 kg |
| Total       | Ilya Ilin Kazakhstan   | 407 kg | Artem Ivanov Ukraine         | 407 kg | Saeid Mohammadpourkarkaragh Iran | 402 kg |

#### - de 105 kg
|             | Or                         | Or     | Argent               | Argent | Bronze                    | Bronze |
| Arraché     | Khadzhimurat Akkaev Russie | 198 kg | Dmitry Klokov Russie | 196 kg | Gia Machavariani Géorgie  | 187 kg |
| Épaulé-Jeté | Khadzhimurat Akkaev Russie | 232 kg | Dmitry Klokov Russie | 232 kg | Oleksiy Torokhtiy Ukraine | 229 kg |
| Total       | Khadzhimurat Akkaev Russie | 430 kg | Dmitry Klokov Russie | 428 kg | Oleksiy Torokhtiy Ukraine | 410 kg |

#### + de 105 kg
|             | Or                           | Or        | Argent                             | Argent | Bronze                             | Bronze |
| Arraché     | Behdad Salimikordasiabi Iran | 214 kg RM | Ihor Shymechko Ukraine             | 200 kg | Sajjad Anoushiravani Hamlabad Iran | 198 kg |
| Épaulé-Jeté | Behdad Salimikordasiabi Iran | 250 kg    | Sajjad Anoushiravani Hamlabad Iran | 241 kg | Jeon Sang-guen Corée du Sud        | 241 kg |
| Total       | Behdad Salimikordasiabi Iran | 464 kg    | Sajjad Anoushiravani Hamlabad Iran | 439 kg | Jeon Sang-guen Corée du Sud        | 433 kg |

### Femmes

#### - de 48 kg
|             | Or              | Or     | Argent                         | Argent | Bronze                    | Bronze |
| Arraché     | Tian Yuan Chine | 90 kg  | Genny Caterina Pagliaro Italie | 83 kg  | Marzena Karpinska Pologne | 82 kg  |
| Épaulé-Jeté | Tian Yuan Chine | 117 kg | Panida Khamsri Thaïlande       | 107 kg | Nurdan Karagöz Turquie    | 103 kg |
| Total       | Tian Yuan Chine | 207 kg | Panida Khamsri Thaïlande       | 187 kg | Nurdan Karagöz Turquie    | 183 kg |

#### - de 53 kg
|             | Or                            | Or     | Argent                                    | Argent | Bronze                       | Bronze |
| Arraché     | Zulfiya Chinshanlo Kazakhstan | 97 kg  | Yuderqui Contreras République dominicaine | 95 kg  | Hsu Shu-ching Taipei chinois | 93 kg  |
| Épaulé-Jeté | Zulfiya Chinshanlo Kazakhstan | 130 kg | Aylin Dasdelen Turquie                    | 126 kg | Ji Jing Chine                | 121 kg |
| Total       | Zulfiya Chinshanlo Kazakhstan | 227 kg | Aylin Dasdelen Turquie                    | 219 kg | Ji Jing Chine                | 214 kg |

#### - de 58 kg
|             | Or                             | Or     | Argent                         | Argent | Bronze                     | Bronze |
| Arraché     | Li Xueying Chine               | 103 kg | Nastassia Novikava Biélorussie | 101 kg | Romela Begaj Albanie       | 100 kg |
| Épaulé-Jeté | Nastassia Novikava Biélorussie | 136 kg | Li Xueying Chine               | 133 kg | Pimsiri Sirikaew Thaïlande | 131 kg |
| Total       | Nastassia Novikava Biélorussie | 237 kg | Li Xueying Chine               | 236 kg | Pimsiri Sirikaew Thaïlande | 230 kg |

#### - de 63 kg
|             | Or                          | Or     | Argent                      | Argent | Bronze                        | Bronze |
| Arraché     | Svetlana Tsarukayeva Russie | 117 kg | Ouyang Xiaofang Chine       | 113 kg | Maiya Maneza Kazakhstan       | 109 kg |
| Épaulé-Jeté | Maiya Maneza Kazakhstan     | 139 kg | Svetlana Tsarukayeva Russie | 138 kg | Roxana Daniela Cocos Roumanie | 136 kg |
| Total       | Svetlana Tsarukayeva Russie | 255 kg | Maiya Maneza Kazakhstan     | 248 kg | Ouyang Xiaofang Chine         | 246 kg |

#### - de 69 kg
|             | Or                    | Or     | Argent             | Argent | Bronze                        | Bronze |
| Arraché     | Oxana Slivenko Russie | 118 kg | Xiang Yanmei Chine | 116 kg | Huang Shih Hsu Taipei chinois | 116 kg |
| Épaulé-Jeté | Oxana Slivenko Russie | 148 kg | Xiang Yanmei Chine | 148 kg | Tatiana Matveeva Russie       | 143 kg |
| Total       | Oxana Slivenko Russie | 266 kg | Xiang Yanmei Chine | 264 kg | Tatiana Matveeva Russie       | 253 kg |

#### - de 75 kg
|             | Or                             | Or        | Argent                         | Argent | Bronze                    | Bronze |
| Arraché     | Svetlana Podobedova Kazakhstan | 131 kg    | Nadezhda Yevstyukhina Russie   | 130 kg | Iryna Kulesha Biélorussie | 116 kg |
| Épaulé-Jeté | Nadezhda Yevstyukhina Russie   | 163 kg RM | Svetlana Podobedova Kazakhstan | 156 kg | Kim Un-ju Corée du Nord   | 151 kg |
| Total       | Nadezhda Yevstyukhina Russie   | 293 kg    | Svetlana Podobedova Kazakhstan | 287 kg | Kim Un-ju Corée du Nord   | 265 kg |

#### + de 75 kg
|             | Or                       | Or        | Argent                   | Argent | Bronze               | Bronze |
| Arraché     | Tatiana Kashirina Russie | 147 kg RM | Zhou Lulu Chine          | 146 kg | Olha Korobka Ukraine | 127 kg |
| Épaulé-Jeté | Zhou Lulu Chine          | 182 kg    | Tatiana Kashirina Russie | 175 kg | Olha Korobka Ukraine | 157 kg |
| Total       | Zhou Lulu Chine          | 328 kg RM | Tatiana Kashirina Russie | 322 kg | Olha Korobka Ukraine | 284 kg |

## Tableau des médailles
Tableau des médailles: Résultat total.
| Rang  | Nation        | Or | Argent | Bronze | Total |
| ----- | ------------- | -- | ------ | ------ | ----- |
| 1     | Chine         | 6  | 4      | 3      | 13    |
| 2     | Russie        | 4  | 3      | 1      | 8     |
| 3     | Kazakhstan    | 2  | 2      | 0      | 4     |
| 4     | Iran          | 2  | 1      | 1      | 4     |
| 5     | BLR           | 1  | 0      | 0      | 1     |
| 6     | Corée du Nord | 0  | 1      | 1      | 2     |
| 6     | Thaïlande     | 0  | 1      | 1      | 2     |
| 6     | Turquie       | 0  | 1      | 1      | 2     |
| 6     | Ukraine       | 0  | 1      | 1      | 2     |
| 10    | France        | 0  | 1      | 0      | 1     |
| 11    | Corée du Sud  | 0  | 0      | 2      | 2     |
| 12    | Azerbaïdjan   | 0  | 0      | 1      | 1     |
| 12    | Indonésie     | 0  | 0      | 1      | 1     |
| 12    | Nigeria       | 0  | 0      | 1      | 1     |
| 12    | Pologne       | 0  | 0      | 1      | 1     |
| Total | Total         | 15 | 15     | 15     | 45    |

Tableau des médailles: Résultat total, Arraché et Epaulé-jeté.
| Rang  | Nation                 | Or | Argent | Bronze | Total |
| ----- | ---------------------- | -- | ------ | ------ | ----- |
| 1     | Chine                  | 16 | 15     | 5      | 36    |
| 2     | Russie                 | 12 | 9      | 2      | 23    |
| 3     | Kazakhstan             | 7  | 3      | 1      | 11    |
| 4     | Iran                   | 5  | 2      | 4      | 11    |
| 5     | BLR                    | 3  | 1      | 1      | 5     |
| 6     | Turquie                | 1  | 2      | 3      | 6     |
| 7     | Corée du Nord          | 1  | 1      | 3      | 5     |
| 8     | Ukraine                | 0  | 3      | 2      | 5     |
| 9     | Thaïlande              | 0  | 2      | 2      | 4     |
| 10    | France                 | 0  | 2      | 0      | 2     |
| 11    | Pologne                | 0  | 1      | 2      | 3     |
| 12    | Indonésie              | 0  | 1      | 1      | 2     |
| 13    | République dominicaine | 0  | 1      | 0      | 1     |
| 13    | Italie                 | 0  | 1      | 0      | 1     |
| 13    | Ouzbékistan            | 0  | 1      | 0      | 1     |
| 16    | Corée du Sud           | 0  | 0      | 6      | 6     |
| 17    | Arménie                | 0  | 0      | 2      | 2     |
| 17    | Azerbaïdjan            | 0  | 0      | 2      | 2     |
| 17    | Taipei chinois         | 0  | 0      | 2      | 2     |
| 17    | Nigeria                | 0  | 0      | 2      | 2     |
| 21    | Albanie                | 0  | 0      | 1      | 1     |
| 21    | Cuba                   | 0  | 0      | 1      | 1     |
| 21    | Géorgie                | 0  | 0      | 1      | 1     |
| 21    | Roumanie               | 0  | 0      | 1      | 1     |
| 21    | Viêt Nam               | 0  | 0      | 1      | 1     |
| Total | Total                  | 45 | 45     | 45     | 135   |

## Classement des nations
| Rang | Pays         | Points |
| ---- | ------------ | ------ |
| 1    | Chine        | 568    |
| 2    | Russie       | 542    |
| 3    | Iran         | 495    |
| 4    | Corée du Sud | 417    |
| 5    | Ukraine      | 345    |
| 6    | Pologne      | 283    |

| Rang | Pays       | Points |
| ---- | ---------- | ------ |
| 1    | Chine      | 510    |
| 2    | Russie     | 509    |
| 3    | Kazakhstan | 443    |
| 4    | BLR        | 298    |
| 5    | Thaïlande  | 294    |
| 6    | Turquie    | 279    |

## Résultats de la délégation française
La France a fait le choix d'aligner une équipe masculine complète de huit athlètes, et une équipe féminine réduite, de seulement quatre athlètes  (laissant ainsi trois places féminines non attribuées).

### Hommes
- 56 kg : Sylvain Andrieux (28e)
- 62 kg : Kévin Caesemaeker (24e)
- 69 kg : Bernardin Kingue Matam (7e) ; Vencelas Dabaya (13e) ; Yann Aucouturier (suppléant)
- 85 kg : Benjamin Hennequin (2e) ; Giovanni Bardis (20e)
- 94 kg : David Matam (15e)
- 105 kg : Kevin Bouly (23e)

### Femmes
- 48 kg : Mélanie Noël Bardis (14e) ; Anaïs Michel (15e) ; Ménalie Bonnamant (suppléante)
- 53 kg : Virginie Andrieux (22e) ; Manon Lorentz (28e)
- 63 kg : À noter que Agnès Chiquet, non sélectionnée par la fédération,, réalisait des performances en compétition qui lui auraient valu la 25e place de ces championnats du monde d'haltérophilie, soit mieux que plusieurs athlètes sélectionnés.
Il est utile de souligner que la Fédération Française aura préféré ne présenter qu'une équipe féminine réduite à quatre athlètes  à ces derniers championnats du monde, là où le règlement y autorise sept participantes alors que certaines athlètes non-sélectionnées, pouvaient se classer parmi les 25 premières places, et s'aguerrir en vue des prochains Jeux olympiques d'été qui se dérouleront à Londres en 2012.